# Stephen F. Cohen
Stephen F. Cohen (ur. 25 listopada 1938 w Owensboro, Kentucky, zm. 18 września 2020 w Nowym Jorku) – amerykański historyk i sowietolog.

## Życiorys
Był absolwentem Indiana University, doktorat uzyskał w roku (1969) na Columbia University. Od roku 1968 był wykładowcą Princeton University, również New York University. Karierę naukową w zakresie sowietologii rozpoczął od współedycji z prof. Robertem Tuckerem opublikowanej w roku 1965 monografii procesu Bucharina (1938 r.) – The Great Purge Trial. Rozgłos przyniosła mu opublikowana w roku 1973 pierwsza w historiografii obszerna biografia Nikołaja Bucharina Bukharin and The Bolshevik Revolution. Jest zaliczany do grona rewizjonistów. Stephen F. Cohen był członkiem Council on Foreign Relations. Mieszkał w Nowym Jorku wraz z żoną Katriną Vanden Heuvel – wydawcą i redaktorem naczelnym znanego czasopisma The Nation. Był sympatykiem Partii Demokratycznej.

## Wybrane publikacje
- Bukharin and the Bolshevik Revolution: A Political Biography, 1888–1938. New York: Knopf and Oxford University Press. 1973 i 1980. ISBN 0-394-46014-6
- An End to Silence: Uncensored Opinion in the Soviet Union, from Roy Medvedev's Underground Magazine „Political Diary”, Norton 1982 Norton. ISBN 978-0-393-30127-4
- Rethinking the Soviet Experience: Politics and History Since 1917. New York: Oxford University Press 1985. ISBN 0-19-503468-6
- Sovieticus: American Perceptions and Soviet Realities. New York: Norton. 1985 i 1986 ISBN 0-393-30338-1.
- Voices of glasnost : interviews with Gorbachev’s reformers / Stephen F. Cohen, Katrina vanden Heuvel(inne języki). New York : Norton, 1989. ISBN 0-393-02625-6
- Failed Crusade: America and the Tragedy of Post-Communist Russia. New York: Norton. 2000 i 2001. ISBN 0-393-32226-2 ;
- Rethinking Russia: The Soviet Experience and Its Aftermath New York: Columbia University (w zapowiedziach)

## Publikacje w języku polskim
- Nieuchronny upadek? Zmarnowana szansa postsowieckiej modernizacji, „Europa – Tygodnik Idei” (dodatek do Dziennika”) 2006, nr 52 (143) 30.12.2006, s. 4–5.
- Oprzeć się urokowi zimnej wojny: między NATO a Rosją, tł. Magdalena Kowalska, „Monde Diplomatique” (Edycja polska) 2014, nr 10, s. 46–47.
- Ocaleni z Gułagu, tł. Ewa Androsiuk-Kotarska, Zakrzewo: Wydawnictwo Replika 2015.